# Antoine Dobrowolski
Pour les articles homonymes, voir Dobrowolski.
Antoine Dobrowolski (né le 6 juin 1872 à Dworszowice Kościelne et mort le 27 avril 1954 à Varsovie) est un météorologue polonais.

## Biographie
Le 21 août 1897, alors que le Belgica en partance pour l'Antarctique est en escale forcée à Ostende, il se présente au commandant Adrien de Gerlache et obtient un engagement de dernière minute comme assistant de laboratoire et météorologiste adjoint. Au cours du voyage, durant lequel le bateau effectue le premier hivernage dans l'Antarctique (1897-1899), il se montre digne de la confiance que lui a accordée intuitivement le commandant de Gerlache.
Par la suite, il est attaché jusqu'en 1907 à l'observatoire d'Uccle en Belgique.
Pendant la Première Guerre mondiale, il s'installe en Suède, à Uppsala, où il travaille pour l'Académie royale des sciences de Suède.
Il revient en Pologne en 1918 et, en 1924, devient directeur de l'institut météorologique polonais. Également professeur à l'université de Varsovie, il est à l'origine de la création de l'observatoire de sismologie de cette ville en 1934.

## Hommages
Une base d'été temporaire polonaise sur la terre de Wilkes en Antarctique porte son nom : la base Dobrowolski (en).